# L'astuto papero del varco di Culebra
L'astuto papero del varco di Culebra (The Sharpie of the Culebra Cut) è una storia a fumetti Disney, creata da Don Rosa nel 2001. Questa storia è un'appendice alla Saga di Paperon de' Paperoni. Nella storia compaiono due dediche a Barks, che iniziano e concludono quest'avventura. Nella prima vignetta appare il famoso D.U.C.K.. Nell'ultima vignetta, nell'articolo del giornale, si cela la scritta C B 1901-2000.

## Trama
Paperone racconta ai nipoti della sua giovinezza, quando commise un affare sbagliato, a Panama, durante i lavori per la costruzione del canale. In base all'accordo con l'allora presidente degli Stati Uniti e direttore dei lavori Theodore Roosevelt, Paperone, proprietario di una montagna che si trovava sul tracciato del canale, avrebbe ceduto (dietro pagamento) quest'ultima agli USA solo a patto che Theodore in persona lo aiutasse a scavare il favoloso tesoro nascosto nelle viscere del monte. Fra tentativi di colpi di stato da parte dei generali panamensi, bevande letali e scontri armati, l'avventura finisce bene. Ma al momento di chiedere un prezzo favoloso a Roosevelt per il territorio in suo possesso, Paperone sviene e la scelta tocca alle due sorelle che naturalmente scelgono il prototipo del Teddy Bear, di proprietà di Teddy Roosevelt. 
Ma anche quell'errore scottante nella mente dell'astuto affarista gira a suo favore: Qui, Quo e Qua gli fanno notare che il peluche ha un enorme valore storico, e infatti Paperone riesce a venderlo poco dopo per due milioni di dollari.

## Storia editoriale
La storia è stata pubblicata su varie testate in tutto il mondo e in Italia per la prima volta su Zio Paperone n. 148 del 2002 e poi ristampata varie volte.